# Matz Skoog
Matz Skoog (Stoccolma, 10 aprile 1957) è un ex ballerino e direttore artistico svedese.

## Biografia
Dopo gli studi alla Scuola del Balletto Reale Svedese e a Leningrado, Matz Skoog ha danzato con il Balletto Reale Svedese dal 1973 al 1979. In quell'anno si è unito al London Festival Ballet, di cui è diventato primo ballerino nel 1981. Ha danzato con la compagnia fino 1989, con l'eccezione della stagione 1982/1983, trascorsa come ospite all'Het Nationale Ballet.
Successivamente ha lavorato come maestro di balletto, ballerino e coreografo freelance, lavorando anche con l'Opera di Roma nel 1991, per cui ha allestito La Sylphide. Dal 1996 al 2000 ha diretto il Balletto Reale Neozelandese, mentre tra il 2001 e il 2005 è stato direttore artistico dell'English National Ballet. Successivamente è tornato in Nuova Zelanda per insegnare alla Scuola del Balletto Reale Neozelandese.